# Zorocrates gnaphosoides
Zorocrates gnaphosoides är en spindelart som först beskrevs av O. Pickard-Cambridge 1892.  Zorocrates gnaphosoides ingår i släktet Zorocrates och familjen Zorocratidae. Inga underarter finns listade i Catalogue of Life.